# Andrej Gur'ev
Andrej Grigor'evič Gur'ev (in russo Андре́й Григо́рьевич Гу́рьев?; Lobnja, 24 marzo 1960) è un imprenditore russo, miliardario ed ex capo di PhosAgro, uno dei quattro maggiori produttori di fertilizzanti a base di fosfati al mondo. Ha acquisito la sua ricchezza negli anni '90 dopo il crollo dell'Unione Sovietica, ottenendo beni precedentemente di proprietà statale a prezzi sottovalutati.  Nel 2004, ha ottenuto la metà di PhosAgro da Michail Chodorkovskij a un prezzo estremamente basso, poiché Chodorkovskij è stato arrestato dal regime di Vladimir Putin.
Vicepresidente dell'Unione russa dei chimici, Presidente della Federazione di ginnastica ritmica di Mosca, fondatore del movimento per bambini e giovani "Educazione, salute e spiritualità per i bambini della Russia" ("DROZD") in 4 città della Russia, maestro di sport di classe internazionale nello judo.
Secondo Forbes, la famiglia Gur'ev ha nell'aprile 2023 un patrimonio di 9,7 miliardi di dollari.

## Biografia
Gur'ev è nato a Lobnja, una città a 27 chilometri a nord di Mosca. Si è laureato nel 1983 presso l'Università statale russa di educazione fisica, sport, gioventù e turismo, con una laurea in educazione fisica e sport. Ha poi preso un'altra laurea in economia nel 2003 all'Università di Greenwich, quindi ha frequentato nel 2004 l'Accademia governativa russa di economia nazionale e in seguito ha conseguito un dottorato in economia nel 2010 presso l'Università nazionale delle risorse minerarie di San Pietroburgo.
Gur'ev è un maestro di Judo e dal 1978 al 1987 è stato istruttore e segretario del comitato per l'organizzazione Dinamo Komsomol di Mosgorsovet.

### Attività professionale
Nel 1990, Gur'ev ha iniziato la sua carriera lavorando per Michail Chodorkovskij presso il Gruppo Menatep. Fece rapidamente carriera e fu nominato presidente di Apatit, una sussidiaria della Menatep. Dal 1990 al 1995 è stato Vice Direttore del Gruppo Menatep.
Nel 1995 è stato nominato Cfpo del Dipartimento Minerario e Prodotti Chimici, Primo Vice CEO di ROSPROM e successivamente Capo dell'Istituto di Ricerca J. V. Samojlov per Fertilizzanti e insettofungicidi (NIUIF).
Nel 2011, Gur'ev possedeva il 71% di PhosAgro, con il 10% di proprietà di Vladimir Litvinenko. L'anno dopo PhosAgro ha acquistato il 20% di Apatit. Quando Chodorkovskij, all'epoca tra i russi più ricchi, finì in carcere, Gur'ev ha guidato un acquisto direzionale per acquisire il controllo di Apatit e PhosAgro, fino a possedere il 100% della società.
Tra il 2011 e il 2013 Gur'ev è stato membro del Consiglio della Federazione su mandato del ramo esecutivo del governo dell'oblast' di Murmansk. Nel 2014 ha venduto una partecipazione in PhosAgro a Vladimir Litvineko, portando la proprietà totale di quest'ultimo al 9,73%, rispetto al 4,92% del 2011.
All'inizio del 2015, il CEO Andrej Gur'ev Jr, figlio di Andrej Gur'ev, ha dichiarato: "PhosAgro è l'azienda di fertilizzanti fosfatici più redditizia al mondo".
PhosAgro è strutturata in modo che la proprietà di Gur'ev e della sua famiglia siano concentrate in un trust, anche se Evgenija Gur'eva, la moglie di Gur'ev, possiede il 4,82% di PhosAgro a proprio nome.

## Vita privata
È sposato con Evgenija e hanno due figli, Andrej Gur'ev, Jr. e Julija Gur'eva-Motlochov. Andrej Gur'ev, Jr, è l'amministratore delegato di PhosAgro.  Julija Gur'eva-Motlochov è sposata con il gestore di un fondo speculativo, Aleksej Motlochov, hanno due figli gemelli e vivono nei pressi di Highgate.
I Gur'ev possiedono Witanhurst a Highgate, la seconda casa più grande di Londra dopo Buckingham Palace, e l'attico a cinque piani della St George Wharf Tower a Londra.  Gur'ev non ha mai concesso un'intervista alla stampa.
Gur'ev possiede un panfilo, Alfa Nero , attraverso una società fuori dai sistemi fiscali.